# Pierre Gauthé
 (janvier 2019).
Si vous disposez d'ouvrages ou d'articles de référence ou si vous connaissez des sites web de qualité traitant du thème abordé ici, merci de compléter l'article en donnant les références utiles à sa vérifiabilité et en les liant à la section « Notes et références ».
Pierre Gauthé est un tromboniste et guitariste français. Il est surnommé Kropol.

## Biographie
Lorsqu'en 1985 Jean-Louis Milford et John Wesley créent le groupe Century, Pierre Gauthé est présent dès le début en tant que guitariste du groupe. Ils connaissent ensemble un succès avec le titre Lover Why.
Pierre Gauthé partira pendant l'enregistrement du 1er album en 1986 mais restera cependant présent pour les interviews et plateaux télé promotionnels, son départ n'étant pas encore officiel.
Il devient le trombone du groupe Têtes Raides, et est également derrière la console pour enregistrement de l'album Not dead but bien raides. C'est à un concert de Têtes Raides que Manu Chao et Daniel Jamet, impressionnés par son talent l'invitent à rejoindre en 1989 la Mano Negra. Il y restera jusqu'à leur séparation en 1994.
Après cela il joue au sein du groupe Marousse pendant deux albums, puis crée son groupe Kropol et ses amis. Il poursuit sa carrière avec différents groupes comme l'Occidentale de Fanfare, les Castafiore Bazooka, P18, Edgar de l'Est et Les Escrocs avant de rejoindre définitivement les Têtes Raides à partir de l'album Fragile.